# Carlo Allioni

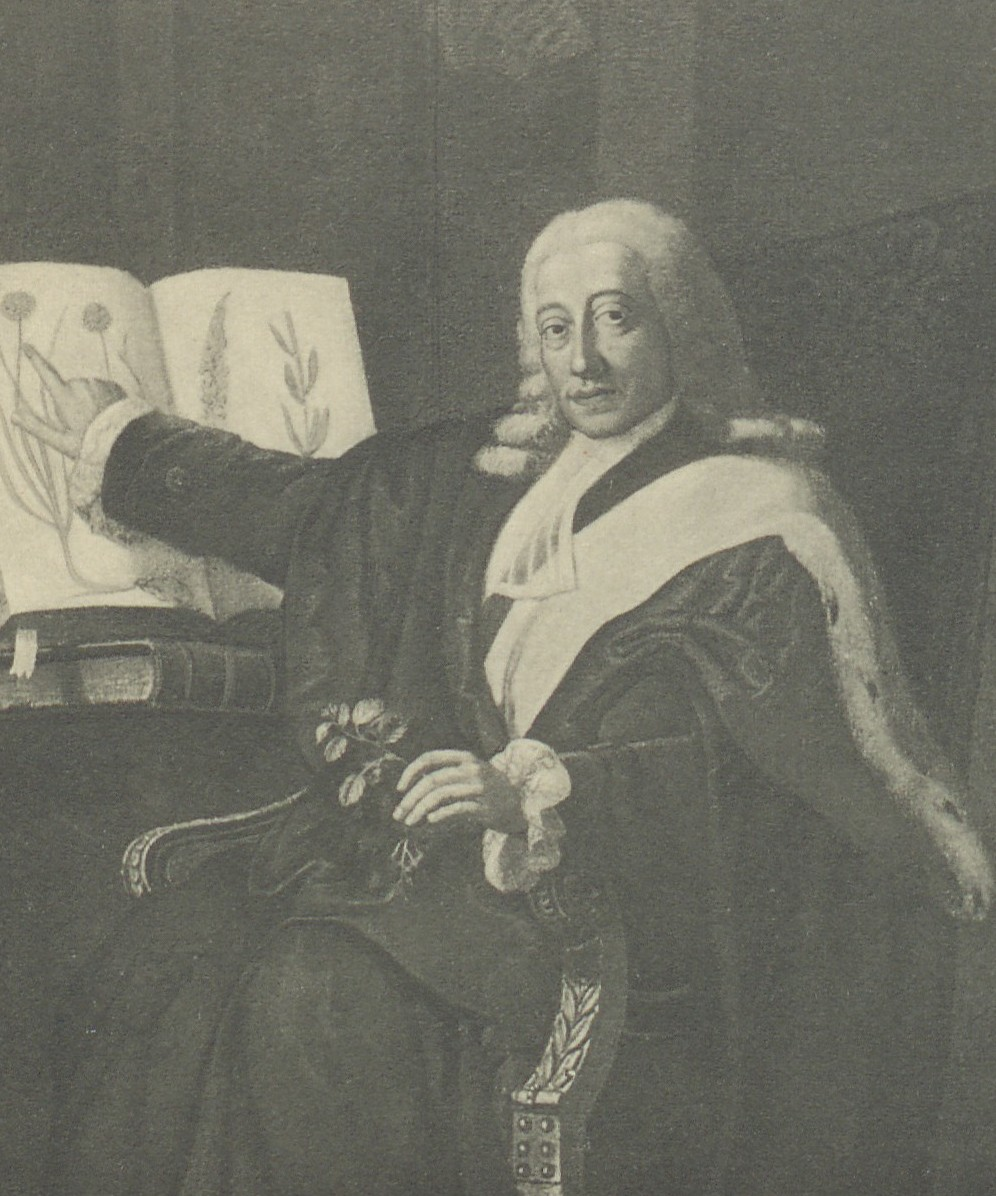
Carlo Allioni.

Carlo Allioni (n. 23 septembrie 1728 - d. 30 iulie 1804)  este un botanist și doctor de origine italiană. Acesta a descris amănunțit flora Italiei, peste 2800 specii de plante, dintre care 237 specii nou descoperite. Acesta a fost profesor de botanică la Universitatea din Torino, precum și directorul Grădinii Botanice din același oraș. 

## Lucrări
- Flora Pedemontana, sive enumeratio methodica stirpium indigenarum Pedemontii